# 9282 Lucylim
A 9282 Lucylim (ideiglenes jelöléssel (9282) 1981 EP16) a Naprendszer kisbolygóövében található aszteroida. Schelte J. Bus fedezte fel 1981. március 6-án.